# دولخان
دولخان (بالفارسية: دولخان) هي قرية تقع في قسم بيزكي الريفي (مقاطعة تشناران) في إيران. يقدر عدد سكانها بـ 137 نسمة بحسب إحصاء 2016.